# Ilyodrilus sodalis
Ilyodrilus sodalis är en ringmaskart som beskrevs av Eisen. Ilyodrilus sodalis ingår i släktet Ilyodrilus och familjen glattmaskar. Inga underarter finns listade i Catalogue of Life.